# Skye and Lochalsh
Skye and Lochalsh est un ancien district d'Écosse créé en 1975 avec le Local Government (Scotland) Act 1973. Il a été aboli en 1996 avec la Local Government etc. (Scotland) Act 1994 et fait désormais partie du Council Area de Highland. Il couvrait l'île de Skye, les petites îles proches ainsi qu'une petite partie des Highlands autour du loch Alsh.